# Anisodes abruptaria
Anisodes abruptaria är en fjärilsart som beskrevs av W. Warren 1906. Anisodes abruptaria ingår i släktet Anisodes och familjen mätare. Inga underarter finns listade i Catalogue of Life.